# 天然更新
天然更新（、natural regeneration）とは、自然の力を利用して林を仕立てること。森林の伐採後において、植栽を行わず、自然に落下した種子から樹木を育成させることで再生を図る場合を天然下種更新といい、狭義ではこれを天然更新と呼ぶ。広義では，切株からの萌芽が大きくなる場合（萌芽更新），下枝が地面につき発根して独立の林木に生長する場合（伏条更新），タケの地下茎からたけのこが発生して育つ場合（地下茎更新）も含められる。また、前生稚樹を利用する場合を前更更新、実生や萌芽などの後生稚樹を利用する場合を後更更新と呼ぶ。気候や風土に適した樹種を再生させることが可能である。

## 概要
樹木の種子は、毎年、地表面に大量に供給されているが、多くが休眠状態となっている。森林の伐採後、地こしらえなどにより種子が発育しやすい環境を造成することで、これらの種子の発育を促し、森林の再生を図るものである。普通は発芽してくるのは、まずパイオニア的な植物であり、そこから再び遷移の系列をたどるようにして森林が回復する。もっとも、土壌も確保されているから以前にあった樹種はすぐに発芽、萌芽をするので、回復に要する時間は本来の遷移よりは早い。
ただし、そうやって回復した森林が元と同じか、はまた別の問題である。本州南部の平地や低山にはシイとアラカシを中心とする照葉樹林が多く見かけられるが、これはその多くが本来はタブ林の立地であるらしい。ところが伐採されたときに発芽するのがシイやアラカシの方がはるかに多いため、これらが優先する林ができやすい。それが本来の森林になるには、もっと多くの時間が必要とされると思われる。
森林を伐採する際に、尾根筋や風上など、種子が拡散しやすい箇所の樹木を数本程度意図的に残し、母樹として種子を供給させることもある。
一般に、種子を多く付ける広葉樹などが対象となる。針葉樹には不向きであるといえる。

## 天然更新施業
天然更新を実施するにあたっては、周囲の林分からの種子供給を考慮しつつ、林分内の前生稚樹の生立状況や、埋土種子の発芽、萌芽の状況をその密度や大きさから判断した上で、天然更新による成林（針広混交林化、広葉樹林化）を目指す。
なお、埋土種子から発芽する樹種はほとんど先駆樹種であり、高木性樹種の多くはシードバンクを形成しないため、高木樹の更新を埋土種子に期待することは避けるべきである。

### 天然下種更新
上方下種更新と、側方下種更新がある。散布される種子の量に大きく影響を受けるため、豊凶の予測が重要となる。また、確実に実生を定着させ、競合植生に打ち勝つためには、かき起こしや火入れといった更新補助作業が必要となる。

#### 皆伐施業
皆伐後の天然下種更新は、伐採地の周囲に存在する母樹から種子が供給されるため側方下種更新に分類される。簡便で低コストというメリットがあるが、光環境の良い場所を好む陽樹以外には不向きであり、土壌の劣化や土壌侵食、雑灌木の繁茂が起こりやすいなどの点が問題となる。一時的な裸地ができることによる生態系への影響を抑えるため、樹高程度の幅で帯状に伐採する帯状皆伐や、0.1ha程度の面積でパッチ上に伐採する群状皆伐などが行われることもある。

#### 保残伐施業
更新地上に母樹を残して伐採する方法で、上方下種更新に分類される。アカマツ林の造成で行われることがある。似た施業法として、保持林業がある。これは保持した木を永続的に残す伐採方法で、北米や北欧の温帯林や北方林を中心に行われている。

#### 傘伐施業
傘伐（）は、段階的に数回に分けて伐採する方法で、上方下種更新によって更新する。通常３回に分けて伐採されるため、三伐とも呼ばれる。はじめに、予備伐といって結実を促進させるなど更新の準備としての間伐を行う。次に落下種子の発芽・成長を促進するための下種伐を行い、最後に稚樹が成長したのちに母樹を伐採する後伐を行う。

#### 択伐施業
利用目的に適した木を選択して伐採する方法で、上方下種更新によって更新する。幅広い樹齢の立木から構成される択伐林型を維持する。間伐と主伐を明確に区別せず、高頻度で収穫があることから収入が安定する。大径材の生産に向いており、伐採時の土壌の劣化が少なく、気象害・病害虫にも強いなどのメリットがある。一方、伐採木の選定や、他の木を傷めないような伐倒・集材に高い技術力が必要となることや、高密度路網が必要なこと、収穫予想が困難なことなどがデメリットとして挙げられる。ドイツやオーストリアでは択伐施業が盛んに行われている。

## 更新完了基準
施業後の初期 (5年以内）の稚樹密度で更新完了の判定を行う更新完了基準が多くみられる。
しかし、稚樹の生育に伴って密度は低下するため、ごく初期の段階の密度だけで成林の成否までを判定するには不十分な可能性が指摘されている。

## 日本における天然更新の問題点
日本において天然更新施業法を適用する際の問題点としては、目的樹種を更新することが困難であることが挙げられる。日本の主要造林樹種であるスギ・ヒノキは強度撹乱に依存した更新を行う。そのため、天然更新には強い地表撹乱などの更新補助作業が必要となるが、この作業は同時に土壌侵食などを引き起こす恐れがあり、コストも高くなってしまう。また、高温多湿な気象条件により、ササなどの競合植生が繁茂しやすく、稚樹の成長が抑制されることがある。実際、東北地方のブナ林の天然更新の現場においてもササの密生により更新が失敗した例が見られる。